# Комиссаров, Константин Васильевич
Константин Васильевич Комиссаров (19 сентября 1898 года, деревня Новинки, Ярославская губерния — 2 марта 1942 года, Ржевский район, Тверская область) — советский военный деятель, генерал-майор (1940).

## Начальная биография
Родился 19 сентября 1898 года в деревне Новинки Ярославской губернии ныне Рыбинского района Ярославский области. После школы работал на колбасной фабрике и в магазине купца Полетаева в Москве, затем в бакалейной лавке своего отца в Москве.

## Военная служба

### Гражданская война
В сентябре 1918 года был призван в ряды РККА и направлен красноармейцем в 1-й стрелковый полк Особой интернациональной дивизии, после ряда переименований к началу 1920 года это был 36-й стрелковый полк 4-й стрелковой дивизии. Воевал против польских войск под Двинском. С марта 1920 года после тяжелого заболевания тифом находился на излечении в 156-м эвакогоспитале, и после выздоровления с июля 1920 года служил в 6-м стрелковом запасном полку (Московский военный округ) и в роте Управления вузов в Костроме. Принимал участие в боевых действиях на Южном фронте.
В октябре 1920 года был направлен на учёбу на 19-е Царицынские пехотные командные курсы, по окончании которых в январе 1922 года был назначен на должность командира взвода 512-го стрелкового полка 57-й Уральской стрелковой дивизии (Приуральский военный округ).

### Межвоенное время
С февраля 1923 года служил в 171-м стрелковом полку в составе 57-й Уральской стрелковой дивизии, где исполнял должности командира роты, начальника полковой школы и начальника штаба полка. С октября 1923 по август 1924 года проходил обучение на повторных курсах комсостава в Самаре (Приволжский военный округ).
В марте 1932 года дивизия была передислоцирована в Забайкальский военный округ. С июня 1935 года исполнял должность начальника 1-го отделения штаба этой дивизии, а в ноябре был назначен на должность начальника штаба 171-го стрелкового полка.
В феврале 1936 года был назначен на должность помощника начальника 1-го отделения штаба 20-й стрелковой дивизии (Ленинградский военный округ), в январе 1937 года — на должность начальника 1-й части штаба, затем — на должность помощника командира 67-й стрелковой дивизии (Калининский военный округ), в 1939 году — на должность начальника 2-го отдела штаба этого округа, а в июле — на должность командира 67-й стрелковой дивизии.
В марте 1941 года был назначен на должность командира 65-го стрелкового корпуса в Прибалтийском военном округе. Приказом по войскам Прибалтийского военного округа от 12 июня 1941 года корпус был включён в состав 27-й армии и выполнял задачи по обороне побережья Финского залива и Моонзундского архипелага.

### Великая Отечественная война
В начале войны корпус под командованием генерал-майора К. В. Комиссарова принимал участие в оборонительных боевых действиях в Прибалтике, а затем на холмском направлении. В августе 1941 года управление корпуса было расформировано, а он назначен на должность начальника управления тыла 34-й армии, а в ноябре того же года — на должность командира 183-й стрелковой дивизии, после чего принимал участие в ходе Калининской оборонительной и наступательной операций. В январе 1942 года дивизия была окружена юго-западнее Ржева, из которого вышла в конце февраля в районе позиций 30-й и 39-й армий, однако командир дивизии генерал-майор К. В. Комиссаров при выходе из него 2 марта 1942 года погиб. Похоронен в деревне Лобзено (Ржевский район, Тверская область). Затем перезахоронен в Кокошкино.

## Воинские звания
- майор (17.02.1936);
- полковник;
- комбриг (4.11.1939);
- генерал-майор (4.06.1940).

## Награды
- Орден Красного Знамени;
- Орден Красной Звезды;
- Юбилейная медаль «XX лет Рабоче-Крестьянской Красной Армии».

## Память

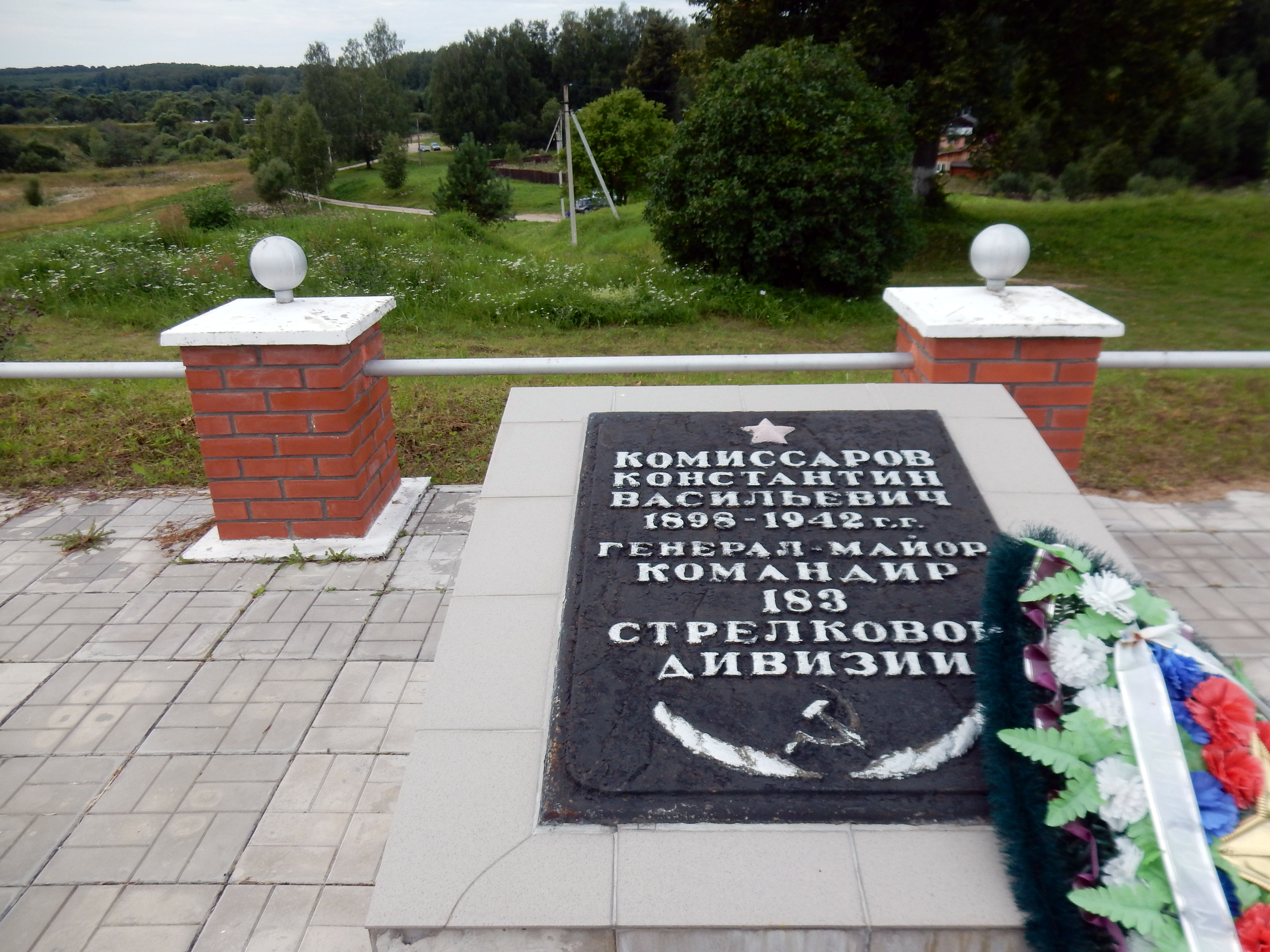
К. В. Комиссаров
Братская могила в Кокошкино